# 知識王
《知識王》是由BRAVE KNIGHT工作室負責遊戲設計與開發，隆中網絡負責產品發行與營運，於2014年底在Android平臺以及iOS平臺所推出的多人線上手機遊戲，並於2017年6月底推出好友連線對戰功能的《知識王LIVE》。玩家在遊玩時，須在指定時間內回答題目。

## 遊戲設計

### 遊戲方式
遊玩遊戲時，玩家先選擇欲挑戰的關卡（關卡名稱為城市名），由伺服器湊對，兩人一組互相對戰。進入遊戲時，雙方需繳交「入場費」。題目為選擇題，有四個選項，玩家須在時間內選出正確答案。愈快選擇，分數愈高，若連續答題正確獎金會加成。由分數高者勝出，雙方入場費的總和為贏家的獎金，若贏家有連續正確答題的獎金加成，則輸方須支付相對應的金幣。若雙方平手，則入場費各自退回。
除了第一關「臺北」外，其餘關卡皆需先成功挑戰該關「關主」一定次數後才能遊玩，而挑戰的「關主」為機器人。

### 對話
在遊戲中，玩家可點選大頭貼進行對話。除了初始對話外，也可以透過升級技能來擴充可選擇的對話選項。而在對話選項中包括挑釁的對話內容，若玩家不想看到，可將挑釁對話設定為不顯示。

### 對戰機制
《知識王》為兩人即時對戰的遊戲。因為某些時段在線玩家不足，而出現了配對不到對手的情形，因而出現「差時對戰」系統。在配對不到對手時，伺服器會根據已經儲存過的玩家遊戲紀錄進行比賽。若伺服器無法搜尋到可匹配該玩家的差時對戰紀錄，則伺服器會派出人工智能機器人與玩家對戰。更新版《知識王live》則可以透過輸入流水序號和好友而非隨機玩家對戰。

### 銀行系統
在遊戲中有銀行的系統設置，是一個玩家可以領取獎金的設置，假如玩家破產了，還是可以藉由銀行系統來取得金幣。最基本的設置是每2分鐘1金幣，一次最大收集30枚金幣。玩家可以透過技能訓練來增加銀行儲存容量及生產速度。

### 技能訓練
上述副標題中提到的升級或技能訓練，是指玩家可以花費金幣和寶石來增強技能，其中技能包括回合得分增加、對話單字量增加、經驗值加成、金幣生產時間減少等技能。訓練一個技能要花數秒鐘至數十分鐘，且玩家同時只能進行一次訓練。訓練也可以透過支付寶石直接完成訓練。

## 內部商店購買
關於應用程式內部，玩家可以透過花費金錢來購買寶石，若想購買不足的金幣，則需購買寶石再以寶石換取相對應的金幣數量。

## 題目
《知識王》的題庫目前約有24000題以上，每週至少新增600至1000道題目。遊戲中使用的題目，由開發團隊以及其合作夥伴和玩家出題。若玩家所出的題目被採用，在遊戲中顯示該題時，畫面底部會出現出題者的名稱(可於知識王臉書出題)。

## 發展及影響
在2014年底上市後，《知識王》在 Apple App Store 及 Google Play 的免費遊戲類排行榜連續六週排名第一名。而《知識王》在2015巴哈姆特遊戲動漫大賞獲得國產遊戲第6名，《知識王》也是2015年的Google Play夏日遊戲祭特別企劃中的遊戲之一。
2017年6月，同設計團隊推出遊戲《知識王LIVE》，為此遊戲的延伸，玩法與《知識王》相同，但新增了好友連線對戰、收集紀念品、道具、保險箱等功能。

## 外部連結
- 《知識王》官方Facebook粉絲專頁
- 《知識王》官方網頁 （页面存档备份，存于）
- 《知識王》在iTunes Store的應用程式資訊 （页面存档备份，存于）
- 《知識王》在Google Play的應用程式資訊 （页面存档备份，存于）